# 堀切園健太郎
堀切園 健太郎（ほりきりぞの けんたろう、1970年 - ）は、日本の演出家・映画監督で、NHK所属。NHK本部制作局第2制作センター（ドラマ番組）専任ディレクター。

## 経歴
明治大学法学部卒業後、1994年NHK入局。2004年から1年間ハリウッドに留学して映像制作を学ぶ。緻密で、なおかつエッジが効いた演出を得意としている。

## 主な作品

### テレビドラマ
- 中学生日記『裏切りの友情』（1995年2月12日）
- 中学生日記『ちっぽけなこだわり』（1995年5月21日）
- 中学生日記『おばあちゃんのラブレター 前編・後編』（1995年9月10日、9月24日）
- ドラマ新銀河『しあわせ色写真館』（1997年12月15日 - 12月20日）
- NHKドラマ館『デュアル・ライフ』（1999年8月21日 - 9月4日）
- 連続テレビ小説『ちゅらさん』（2001年4月2日 - 9月29日）
- 『川、いつか海へ 6つの愛の物語』（2003年12月20日）
- 土曜ドラマ『ハゲタカ』（2007年2月17日 - 3月24日）
- 大河ドラマ『篤姫』（2008年1月6日 - 12月14日）
  - タイトルバックの演出も担当。
- 土曜ドラマ『外事警察』（2009年11月14日 - 12月19日）
- 土曜ドラマ『チャンス』（2010年8月28日 - 10月2日）
- 土曜ドラマスペシャル『実験刑事トトリ』（2012年11月3日 - 12月1日）[3]
- 土曜ドラマ『七つの会議』（2013年7月13日 - 8月3日）
- 土曜ドラマ『ロング・グッドバイ』（2014年4月19日 - 5月17日）
- 『紅白が生まれた日』（2015年3月21日、NHK）[4]
- 未解決事件 (NHKスペシャル)File.05「ロッキード事件」実録ドラマ＝第1部／第2部(2016年7月23日)
- 土曜ドラマ『スニッファー 嗅覚捜査官』（2016年10月22日- 12月3日）[5]
- 『スニッファー 嗅覚捜査官スペシャル』（2018年3月21日）[6]
- 土曜ドラマ『フェイクニュース あるいはどこか遠くの戦争の話』（2018年10月20日、10月27日）[7]
- NHKスペシャル『全貌 二・二六事件〜最高機密文書で迫る〜』再現ドラマパート（2019年8月15日）
- がんばれ!TEAM NACS（2021年、WOWOW）[8]
- エンジェルフライト 国際霊柩送還士（2023年、Amazon Prime Video / 2024年、NHK BSプレミアム4K・NHK BS）

### 映画
- 外事警察 その男に騙されるな（2012年、スターダストピクチャーズ / 東映）

## 受賞歴
- 2013年
  - 第8回KINOTAYO現代日本映画祭批評家賞（『外事警察 その男に騙されるな』堀切園健太郎監督）[9]